# شیخ بن زرقه
شیخ بن زرقه (انگلیسی: Cheïkh Benzerga؛ زادهٔ ۸ نوامبر ۱۹۷۲) بازیکن فوتبال اهل الجزایر بود.
از باشگاه‌هایی که در آن بازی کرده‌است می‌توان به باشگاه فوتبال مولودیه وهران و باشگاه فوتبال مولودیه الجزایر اشاره کرد.
وی همچنین در تیم ملی فوتبال الجزایر بازی کرده‌است.